# Komlós Katalin
Komlós Katalin (Hidegség, 1945. február 1. –) Széchenyi-díjas zenetörténész, fortepianista, egyetemi tanár, az MTA doktora.

## Életpályája
Diplomáját 1969-ben a budapesti Liszt Ferenc Zeneművészeti Főiskola zenetudományi tanszakán szerezte meg. 1973 óta volt az intézmény oktatója, 1997-ben kapta meg egyetemi tanári, illetve tanszékvezetői kinevezését. A zeneelméleti tanszéket 2007-ig vezette. 2015-ben emeritálták. Tanított zeneelméletet, kamarazenét, generálbasszust; vezetett 18. századi billentyűs zenéről és hangszerekről szóló speciális kollégiumokat; doktori szemináriumokat is tart a doktori program keretében. Tagja az intézmény Doktori Tanácsának és az MTA Zenetudományi Bizottságának.
1980-tól 1983-ig doktori tanulmányokat, és ezzel párhuzamosan fortepiano-stúdiumokat folytatott a Cornell Egyetemen (Ithaca, USA), James Webster, Neal Zaslaw és Malcolm Bilson professzorok irányításával. Az itt elnyert PhD-fokozatot 1985-ben védte meg ugyanott. További tudományos munkája eredményeként 1998-ban kapta meg a Magyar Tudományos Akadémia doktora címet. 
Komlós Katalin a fortepiano-játék specialistájaként az 1990-es évek óta koncertezik itthon és külföldön. Hangversenyei a klasszikus repertoár különböző műfajaiból válogatnak (szóló- és kamaraművek, concertók, dalok és egyéb vokális művek); állandó partnere, Zádori Mária mellett fellépett többek között Malcolm Bilson, Vashegyi György és az Orfeo Zenekar, Spányi Miklós, Korondi Anna társaságában. Koncerteket, kurzusokat és előadásokat tartott Magyarországon kívül Ausztriában, Svájcban, Németországban, Angliában, Írországban és az Amerikai Egyesült Államokban. Komlós Katalin a Soproni Régi Zenei Napok állandó vendége, szerkesztőbizottságának alapító tagja.

## Díjai, elismerései
- Erkel Ferenc-díj (1995)
- D. J. Grout Memorial Prize (1997)
- A Magyar Érdemrend lovagkeresztje (2004)
- Széchenyi-díj (2010)
- A Magyar Érdemrend tisztikeresztje (2021)

## Főbb művei, publikációi
- A klasszikus stílus: Haydn, Mozart, Beethoven (Charles Rosennel, 1975)
- Fortepianos and Their Music (Oxford University Press, 1995)
- Mozart the Performer (könyvfejezet, Cambridge University Press, 2003)
- Fortepianók és zenéjük (magyar kiadás, 2005)
- „Mozart’s keyboard trios: styles, textures and contexts” (könyvfejezet, 2012)
- Tanulmányok a 18. zene történetéből (Rózsavölgyi, 2015)
- Könnicke és Broadwood: Bécs és London a 18. század végén (könyvfejezet, 2023)